# Więckowy
Więckowy (kaszb. Wiãckòwë) – wieś kociewska w Polsce, położona w województwie pomorskim, w powiecie starogardzkim, w gminie Skarszewy przy 224. Wieś jest siedzibą sołectwa Więckowy, w którego skład wchodzi również Probostwo. Na północ od Więcków przebiegała linia kolejowa Pszczółki – Skarszewy – Kościerzyna (rozebrana).
| SIMC    | Nazwa     | Rodzaj    |
| ------- | --------- | --------- |
| 0171902 | Probostwo | część wsi |

Z Więckowych pochodził miejscowy wynalazca Franciszek Kiwacz, konstruktor "objazdowego mieszkalnego wiatraka na kółkach".
W latach 1975–1998 miejscowość administracyjnie należała do województwa gdańskiego.
W 2010 roku z inicjatywy tutejszej młodzieży powstał klub sportowy LZS Więckowy (piłka nożna).